# Indotyphlops
Genre
Indotyphlops est un genre de serpents de la famille des Typhlopidae.

## Répartition
Les 23 espèces de ce genre se rencontrent en Asie du Sud, en Asie du Sud-Est et en Asie de l'Est. Indotyphlops braminus est cosmopolite par introduction.

## Liste d'espèces
Selon The Reptile Database (11 septembre 2014) :
- Indotyphlops ahsanai (Khan, 1999)
- Indotyphlops albiceps (Boulenger, 1898)
- Indotyphlops braminus (Daudin, 1803)
- Indotyphlops exiguus (Jan, 1864)
- Indotyphlops filiformis (Duméril & Bibron, 1844)
- Indotyphlops fletcheri (Wall, 1919)
- Indotyphlops jerdoni (Boulenger, 1890)
- Indotyphlops khoratensis (Taylor, 1962)
- Indotyphlops lankaensis (Taylor, 1947)
- Indotyphlops lazelli (Wallach & Pauwels, 2004)
- Indotyphlops leucomelas (Boulenger, 1890)
- Indotyphlops loveridgei (Constable, 1949)
- Indotyphlops madgemintonae (Khan, 1999)
- Indotyphlops malcolmi (Taylor, 1947)
- Indotyphlops meszoelyi (Wallach, 1999)
- Indotyphlops ozakiae (Wallach, 2001)
- Indotyphlops pammeces (Günther, 1864)
- Indotyphlops porrectus (Stoliczka, 1871)
- Indotyphlops schmutzi (Auffenberg, 1980)
- Indotyphlops tenebrarum (Taylor, 1947)
- Indotyphlops tenuicollis (Peters, 1864)
- Indotyphlops veddae (Taylor, 1947)
- Indotyphlops violaceus (Taylor, 1947)

## Publication originale
- Hedges, Marion, Lipp, Marin & Vidal, 2014 : A taxonomic framework for typhlopid snakes from the Caribbean and other regions (Reptilia, Squamata). Caribbean Herpetology vol. 49, p. 1–61 (texte intégral).